# Reggie Lambe
Reginaldo Thompson-Lambe (Hamilton, Bermudas, 4 de febrero de 1991), conocido como Reggie Lambe, es un futbolista profesional de las Islas Bermudas que juega de centrocampista en el Needham Market F. C. de la National League North de Inglaterra.

## Trayectoria
Lambe comenzó su carrera profesional en el Ipswich Town FC, jugando en el equipo juvenil y, finalmente, unirse a la escuadra de reserva, así como hacer una aparición en el primer equipo en un partido de Copa de la Liga contra el Shrewsbury Town. Lambe hizo su debut en la victoria del Ipswich Town FC sobre el Middlesbrough en el Riverside Stadium el 7 de agosto de 2010, reemplazando a Carlos Edwards en el minuto 64. El partido terminó en una victoria de 3-1 para el Ipswich Town FC.
Lambe se unió al Bristol Rovers en calidad de préstamo el 24 de marzo de 2011. Luego fichó por el club canadiense Toronto FC, de la Major League Soccer (MLS), el 7 de diciembre de 2011, anotando sus primeros dos goles contra el Chicago Fire el 21 de abril, finalizando el partido en una derrota en casa por 3-2.

## Selección nacional
Es internacional absoluto con la selección de las Islas Bermudas.

## Clubes
| Club                          | País       | Año       |
| ----------------------------- | ---------- | --------- |
| Ipswich Town F. C.            | Inglaterra | 2009-2011 |
| Bristol Rovers F. C. (cedido) | Inglaterra | 2011      |
| Toronto F. C.                 | Canadá     | 2012-2014 |
| Nyköpings BIS                 | Suecia     | 2014      |
| Mansfield Town F. C.          | Inglaterra | 2014-2016 |
| Carlisle United F. C.         | Inglaterra | 2016-2018 |
| Cambridge United F. C.        | Inglaterra | 2018-2020 |
| Stowmarket Town F. C.         | Inglaterra | 2020-2023 |
| A. F. C. Sudbury              | Inglaterra | 2023      |
| Braintree Town F. C.          | Inglaterra | 2023-2024 |
| Needham Market F. C.          | Inglaterra | 2024-     |

## Goles internacionales
| #  | FECHA                | ESTADIO                                 | OPONENTE     | ANOTACIÓN | RESULTADO | COMPETICIÓN   |
| -- | -------------------- | --------------------------------------- | ------------ | --------- | --------- | ------------- |
| 1. | 30 de agosto de 2008 | Truman Bodden Stadium, George Town, CYM | Islas Caimán | 1 - 0     | 7 - 0     | Eliminatorias |
| 2. | 30 de agosto de 2008 | Truman Bodden Stadium, George Town, CYM | Islas Caimán | 3 - 0     | 7 - 0     | Eliminatorias |
| 3. | 30 de agosto de 2008 | Truman Bodden Stadium, George Town, CYM | Islas Caimán | 4 - 0     | 7 - 0     | Eliminatorias |
| 4. | 30 de agosto de 2008 | Truman Bodden Stadium, George Town, CYM | Islas Caimán | 5 - 0     | 7 - 0     | Eliminatorias |